# Timber (Walibi Rhône-Alpes)
Pour les articles homonymes, voir Timber.
Timber  est un parcours de montagnes russes en bois situé à Walibi Rhône-Alpes aux Avenières, en Isère. Ouvert au public le 9 avril 2016, Timber est la troisième attraction de type montagnes russes en bois à être implantée en France. 
Dessinée par les ingénieurs Korey Kiepert de The Gravity Group et Fabien Manuel de la Compagnie des Alpes, sa construction a lieu au cours de l'hiver 2015, en collaboration avec des entreprises locales. La pose d'une dalle de 1 500 m3 de béton, de 456 tonnes de bois et de 500 000 clous aura été nécessaire pour ériger l'attraction.

## Thème
Timber fait partie de la zone « Explorer Adventure » du parc. Le nom Timber fait référence au cri des bûcherons lorsqu'ils coupent des arbres. La file d’attente elle est intégrée au grand huit et avance en formant des virages entre les rails de l'attraction permettant de la voir sous toutes les formes. L’ambiance trappeur canadien renforce la zone Explorer Adventure et comporte quelques jeux de mots comme "Scie lance, on coupe".

## Chronologie
- Du 20 août au 20 octobre 2015 :

Études avant la construction et génie civil
- Du 15 octobre 2015 au 28 février 2016 :

Montage des platines, pré-assemblage de l'attraction , montage de la structure en bois et des rails.
- Du 1er janvier au 15 mars 2016 :

Montage des équipements mécaniques notamment les poulies, chaines, freins et le système de contrôle. 
Construction de la gare et du garage de maintenance afin de remplacer un train en cas de réparations nécessaires
- Du 1er mars au 31 mars 2016 :

Tests d’exploitation et formation des équipes. Finalisation des aménagements extérieurs.